# Edward Masry
Edward L. Masry (ur. 29 lipca 1932 w Paterson, New Jersey, zm. 5 grudnia 2005) – prawnik amerykański, adwokat.

## Życiorys
Był najmłodszym z czworga rodzeństwa, od 1940 mieszkał wraz z rodziną w Kalifornii. W latach 1952–1954 służył w armii USA podczas wojny koreańskiej. Studiował następnie nauki prawne na kilku uczelniach - University of Califonia w Santa Barbara, University of California w Los Angeles i University of Southern California w Los Angeles; w 1960 w Loyola Law School (przy Loyola Marymount University w Los Angeles) obronił doktorat praw. Został przyjęty do kalifornijskiej palestry i rozpoczął prywatną praktykę. Po przyjęciu na wspólnika Jamesa Vititoe jego firma prawnicza nosi od 1982 nazwę Masry and Vititoe.
Rozgłos przyniosła mu w latach 90. sprawa skażenia wody pitnej w mieście Hinkley (południowa Kalifornia) przez przedsiębiorstwo Pacific Gas and Electric Company; wywalczył z pomocą inspiratorki sprawy i swojej późniejszej asystentki Erin Brockovich odszkodowanie w wysokości ponad 330 milionów dolarów (1996). Zdarzenie to zostało przedstawione w głośnym filmie Erin Brockovich (2000) w reżyserii Stevena Soderbergha, który przyniósł Oscara za rolę tytułową Julii Roberts; postać Masry'ego odtwarzał brytyjski aktor Albert Finney.
Od 2000 Edward Masry pełnił mandat radnego w mieście Thousand Oaks, przez pewien czas był burmistrzem. Działał w licznych organizacjach humanitarnych. Został laureatem szeregu nagród i wyróżnień za wkład w ochronę środowiska naturalnego, m.in. nagrodą rządu Izraela w 2002. Był dwukrotnie żonaty (pierwsze małżeństwo z Jacqueline Wilson, zawarte w 1964, zakończyło się rozwodem; w 1992 poślubił Joette Levinson), miał pięcioro dzieci (troje z pierwszego małżeństwa, dwoje z drugiego).